# Eichenbergtunnel
Der Eichenbergtunnel ist ein 1.157 m langer Eisenbahntunnel der Schnellfahrstrecke Hannover–Würzburg. Er durchquert den Hildesheimer Wald und ist der zweitnördlichste Tunnel der Strecke.
Der Tunnel liegt zwischen den Gemarkungen Hönze (Entfernung ca. 1.500 m), Möllensen (ca. 800 m), Sibbesse (ca. 500 m) und Petze (ca. 600 m).

## Verlauf
Die Gradiente steigt im Tunnel in Richtung Süden durchgehend mit 12,482 Promille an. Die Trasse verläuft im Tunnel zunächst in einer Geraden und in südlicher Richtung in eine Linkskurve über.
Das nördliche Tunnelportal befindet sich im Beustertal (Streckenkilometer 34,9 (52° 5′ 21,5″ N, 9° 53′ 19,3″ O)), das südliche Portal bei km 36,1 (52° 4′ 47,4″ N, 9° 53′ 41″ O).
Die Röhre durchfährt Schichten des Mittleren und Unteren Buntsandsteins und liegt auf fast ihrer gesamten Länge unterhalb des Grundwasserspiegels. Die maximale Firstüberdeckung liegt bei 56 m.
Dem Nordportal ist ein rund 650 langer Einschnitt vorgelagert. Nach einem Damm folgt in nördlicher Richtung der Escherbergtunnel. Nach einem rund 220 m langen Einschnitt, einem kurzen Damm und einem weiteren Einschnitt folgt südlich der 332 m lange Eggebergtunnel.
Auf einer Länge von rund 800 m liegt das Bauwerk im Bereich der Gemeinde Diekholzen.

## Geschichte

### Planung
Die heutige Linienführung zwischen Hannover und Kassel wurde 1976 beschlossen (so genannte Variante III). In den Jahren 1976 und 1977 war dabei zeitweise eine Variante IV erwogen, nachdem Geologen die Durchführbarkeit der Variante III im Hildesheimer Wald in Frage stellten. Diese Variante IV wäre bei Sarstedt von der Trasse in westlicher Richtung abgeschwenkt und hätte den Hildesheimer Wald parallel zur heutigen Strecke in einem etwa vier Kilometer langen Tunnel zwischen Nordstemmen im Norden und Eddinghausen im Süden umfahren. Anschließend wäre die realisierte Strecke angenähert und diese nördlich von Sibbesse erreicht worden. Nachdem Erkundungsbohrungen 1976 und 1977 die Durchführbarkeit der Variante III bestätigten, wurde diese 1977 von der Bundesbahn in die Raumplanung eingebracht.
In der Planungsphase lag der Nordabschnitt des Tunnels (km 35,720 – Gemarkungsgrenze Diekholzen/Sibbesse – nordwärts) im Planfeststellungsabschnitt 1.4 der Neubaustrecke. Der südliche Teil des Tunnels war dem Abschnitt 1.5 zugeordnet. Die südlichen 360 m des Tunnels liegen auf dem Gebiet der Gemarkung Hönze (Gemeinde Sibbesse). Bereits Ende 1982 war der Tunnel mit einer Länge von 1157 m geplant.

### Bau
Der Tunnel wurde vom Nordportal beginnend in südlicher Richtung aufgefahren. Zunächst wurde dabei die Kalotte vollständig hergestellt, bevor der Strossen- und Sohlvortrieb begann. Im Juli 1986 waren die Ausbruchsarbeiten abgeschlossen. Die Innenschale ist auf der gesamte Länge 35 cm dick ausgeführt. Die Bausumme, einschließlich des benachbarten Eggebergtunnels, beträgt 45 Mio. D-Mark (23 Millionen Euro).
Die Rohbauarbeiten wurden im Juli 1987 beendet.

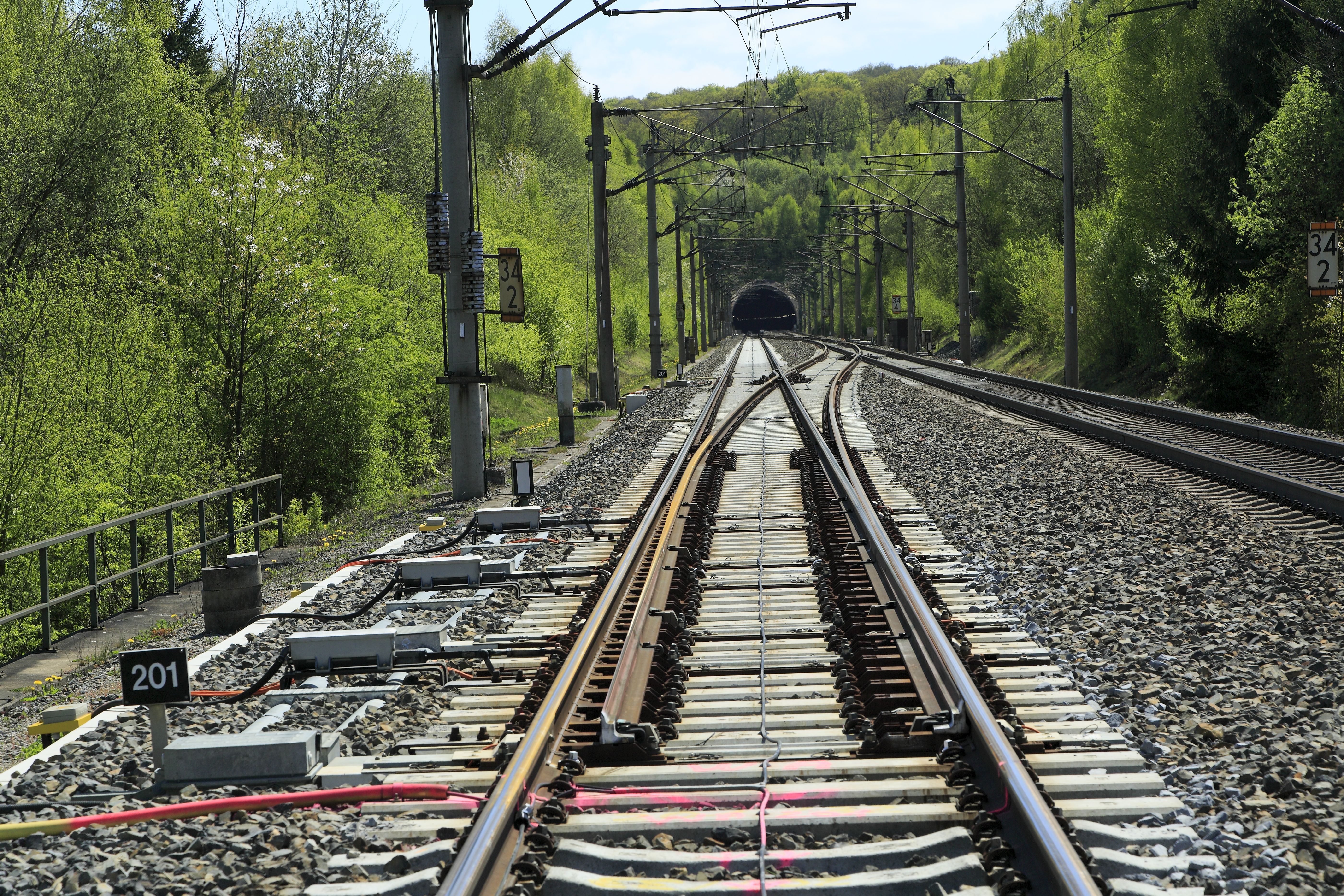
Nordportal des Eichenbergtunnels von der Üst Diekholzen
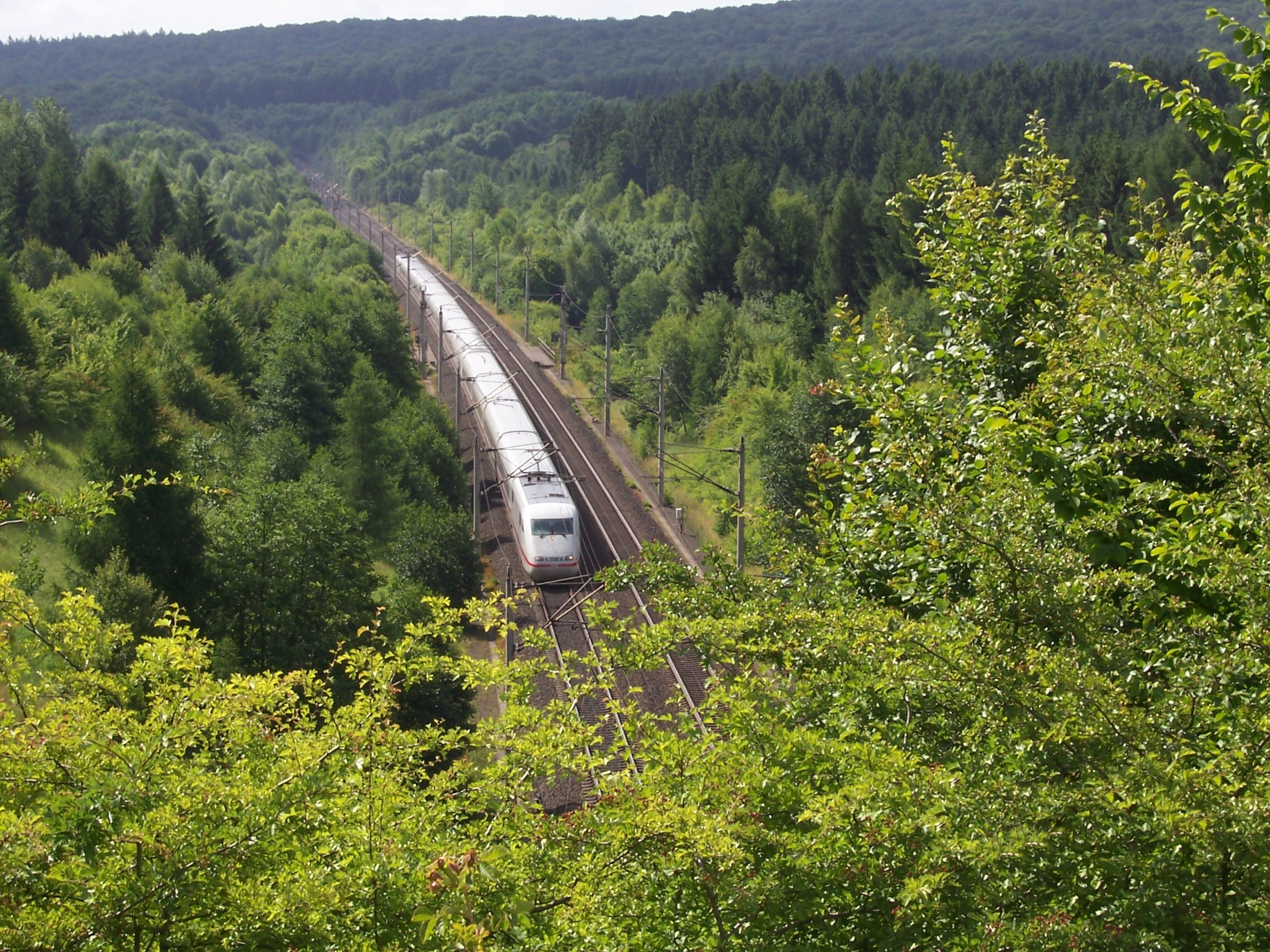
ICE aus Würzburg kommend zwischen Eichenberg- und Escherbergtunnel
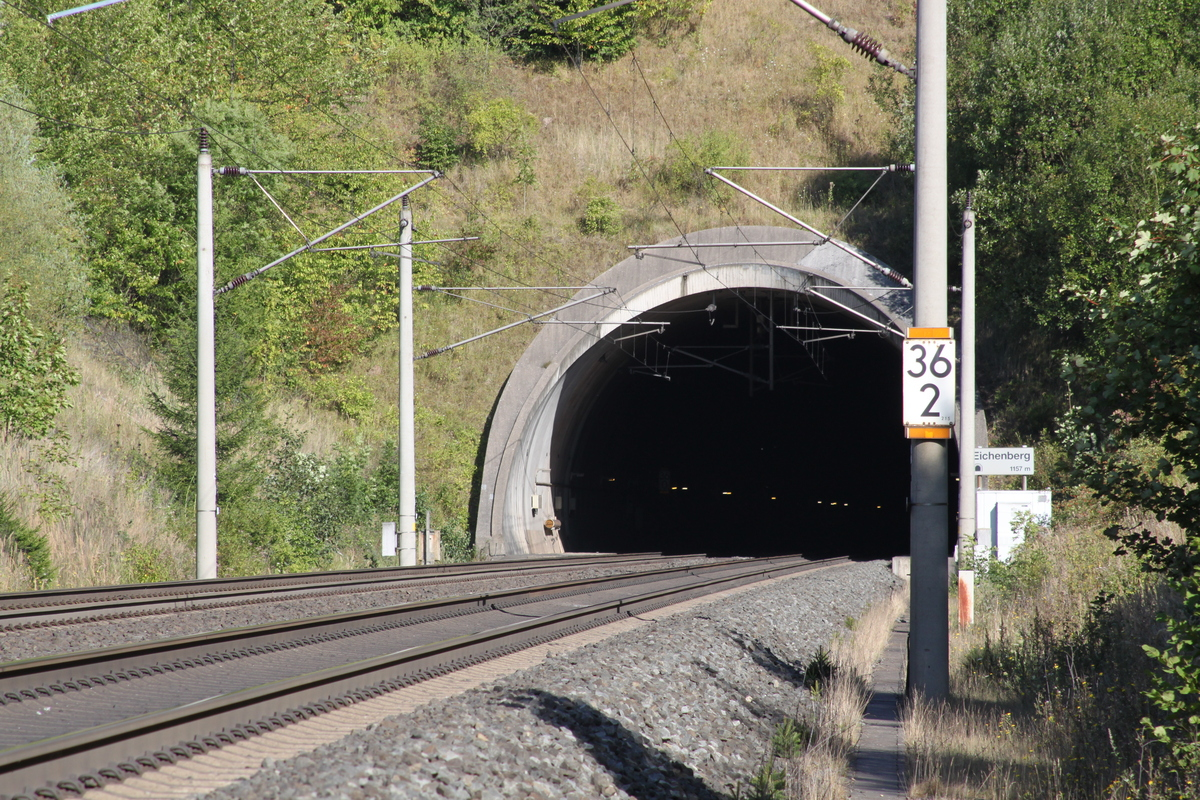
Südportal

### Betrieb
Am Morgen des 2. Februar 2025 geriet im Tunnel ein Wagen eines Schienenschleifzuges in Brand. Er konnte nicht mehr aus dem Tunnel gefahren werden, so dass dort gelöacht werden musste. 85 Einsatzkräfte der Feuerwehren waren beteiligt.